# Lecompte, Louisiana
Lecompte, Louisiana (енгл. Lecompte) град је у америчкој савезној држави Луизијана.

## Демографија
По попису из 2010. године број становника је 1.227, што је 139 (-10,2%) становника мање него 2000. године.
| Група             | 2000.         | 2010.       |
| Белци             | 333 (24,4%)   | 366 (29,8%) |
| Афроамериканци    | 1.015 (74,3%) | 817 (66,6%) |
| Азијати           | 0 (0,0%)      | 5 (0,4%)    |
| Хиспаноамериканци | 13 (1,0%)     | 11 (0,9%)   |
| Укупно            | 1.366         | 1.227       |